# بلفاست گزت
بلفاست گزت (به انگلیسی: Belfast Gazette) یک روزنامه رکورددار (روزنامه دولتی) دولت بریتانیا به همراه لندن گزت و ادینبورگ گزت می‌باشد. این روزنامه توسط شرکت دفتر لوازم‌التحریر(TSO) به نمایندگی از شرکت دفتر اطلاعات بخش عمومی (HMSO) در بلفاست، ایرلند شمالی منتشر می‌شود.

## تاریخچه
بلفاست گزت اولین بار در ۷ ژوئن ۱۹۲۱ منتشر شد. پیش از این با نام دوبلین گزت برای کل ایرلند منتشر می‌شد، اما با تقسیم ایرلند، انتشار جداگانه‌ای در ایرلند شمالی نیاز داشت.
دوبلین گزت اکنون در جمهوری ایرلند با نام ایریس اوفی‌گول (Iris Oifigiúil) منتشر می‌شود.